# Sigmund Romberg
Sigmund Romberg (původním jménem Zsigmond Rosenberg, 29. července 1887, Nagykanizsa, Rakousko-Uhersko – 9. listopadu 1951, New York, USA) byl americký skladatel maďarského původu. Je známý díky svým muzikálům a operetám, například Studentský princ (The Student Prince, 1924), Píseň pouště (The Desert Song, 1926) či Nový měsíc (The New Moon, 1928).

## Kariéra
Romberg se narodil v Maďarsku jako Zsigmond Rosenberg do židovské rodiny. Jeho rodiči byli Adam a Clara Rosenbergovi.
V roce 1889 se Rombergova rodina přestěhovala do Belišće (v té době bylo ještě součástí Rakousko-Uherska) , kde Romberg absolvoval základní školu. V šesti letech začal hrát na housle a v osmi na piano. Později navštěvoval gymnázium v Osijku, kde byl také členem gymnaziálního orchestru. Po střední škole šel studovat strojírenství do Vídně, kde po dobu svého pobytu bral lekce hudební skladby.
V roce 1909 se přestěhoval do Spojených států. Krátce pracoval v továrně na výrobu tužek, ale nakonec se uchytil jako pianista v kavárnách. Založil vlastní orchestr a vydal několik písní, kterými zaujal sourozence Schubertovy. Ti jej v roce 1914 najali, aby psal hudbu pro jejich představení v divadle na Broadwayi. Téhož roku napsal své první úspěšné broadwayské revue, The Whirl of the World.
Romberg zemřel v 64 letech na mozkovou mrtvici ve svém apartmá v hotelu Ritz Tower v New Yorku. Byl pohřben na hřbitově Ferncliff Cemetery v Hartsdale.
V roce 1970 byl uveden do Songwriters Hall of Fame.

## Rodina
Romberg byl dvakrát ženatý. Jeho první žena Eugenia byla původem z Rakouska. Svoji druhou ženu, Lilianu Harris (8. března 1898 – 15. dubna 1967, New York), si vzal 28. března 1925 v Patersonu, New Jersey. Manželství bylo bezdětné.

## Uvedení Rombergových děl v ČR (Československu
- Slavnostním představením operety Píseň pouště zahájila 4. prosince 1929 svůj provoz Velká opereta v Praze, Dlouhé ulici.[4]